# Semaine rouge (Italie)
Pour les articles homonymes, voir Semaine Rouge.

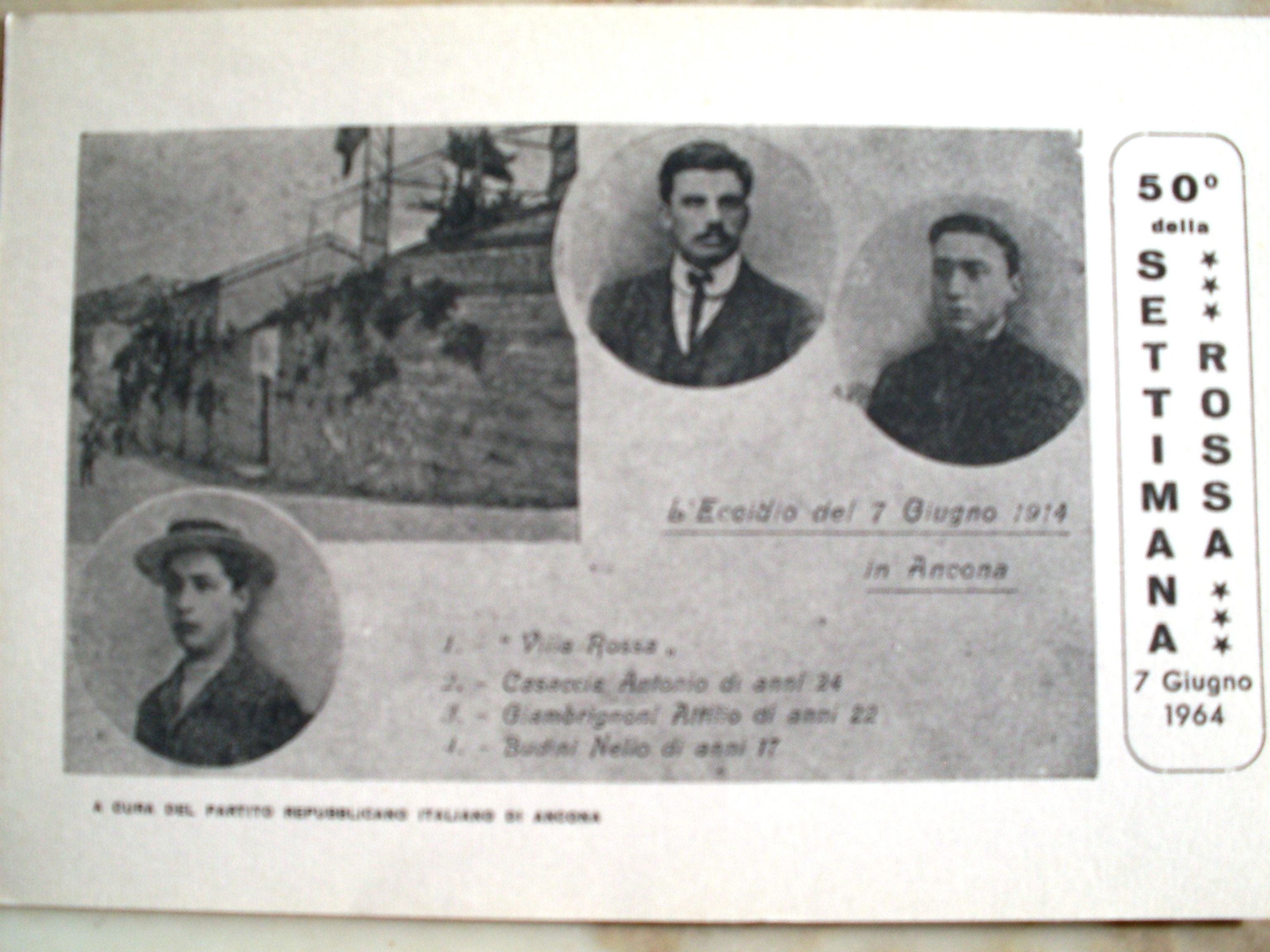
Carte commémorative de la Semaine rouge.

La Semaine rouge est une insurrection populaire qui s'est déroulé à Ancône du 7 au 14 juin 1914 et qui contestait une série de réformes mise en place  par Giovanni Giolitti. Elle s'est, par la suite, étendue en Romagne, en Toscane et dans d'autres régions d'Italie.

## La raison du mouvement
Un congrès antimilitariste est convoqué le 7 juin 1914 pour protester contre le militarisme et la guerre, et soutenir Augusto Masetti et Antonio Moroni, deux appelés du contingent. Le premier, enfermé dans un asile psychiatrique, avait tiré sur son colonel alors qu'il devait partir pour la guerre de Libye ; le second, syndicaliste révolutionnaire, avait été envoyé dans une compagnie disciplinaire pour ses idées. 
La journée du 7 juin étant pluvieuse, le congrès est déplacé à 18 heures à la « Villa Rossa », siège du Parti républicain d'Ancône. Devant près de 600 personnes, républicains, anarchistes et socialistes, le secrétaire de la Chambre de Travail, Pietro Nenni, Pelizza, Errico Malatesta pour les anarchistes et Marinelli pour les jeunes républicains prennent la parole. Le jeune Mussolini, alors directeur de l'organe de presse du Parti socialiste italien, l' Avanti!, fait partie des organisateurs. De la villa, ils décident de se rendre vers la place voisine, Piazza Roma, où un orchestre militaire donne un concert.

## La répression des forces de l'ordre
La force publique, répartie sur les deux côtés afin de bloquer l'accès à place et faire circuler la foule en file indienne vers l'extérieur de la ville, commence à frapper sans distinction, même les femmes et les enfants. Des toits et des fenêtres des maisons, des projectiles divers, tuiles et briques sont lancés. Des coups de feu éclatent, les  carabiniers, selon leur version, croyant qu'ils étaient partis de la foule, ouvrent le feu, tirant 70 coups. Trois personnes sont tuées : les républicains Antonio Casaccia, 24 ans, et Nello Budini, 17 ans,  meurent à l'hôpital et l'anarchiste Attilio Gianbrignoni, 22 ans, est tué sur le coup. Il y a aussi cinq blessés parmi la foule et dix-sept parmi les carabiniers.
Malatesta harangue la foule qui manifeste devant la préfecture pour libérer l'anarchiste Cecili arrêté, et invite à l'insurrection alors qu'un autre orateur Pacetti propose d'interpeler le parlement. Une vague d'indignation parcourt immédiatement toute la ville alors que les forces de police se tiennent à distance. La foule suit Malatesta et c'est l'insurrection qui dure sept jours. La plus grande partie de la population d'Ancône est opposée aux manifestations de violence et s'enferme chez elle laissant la ville aux mains d'un petit millier de révoltés. 
Pietro Nenni dira, quelque temps après, que ce fut la police d'Ancône qui voulut le massacre à tout prix, qui le provoqua et le prémédita en connivence avec les forces réactionnaires. 

## La grève générale
Le comité central du syndicat des Cheminots était réuni à Ancône et sur proposition de Errico Malatesta déclare la grève qui pour des motifs d'organisation débute le 9 juin, le même jour que les funérailles des manifestants qui se passent de manière assez calme. Dans d'autres régions, la grève débute seulement le 10.
Le mouvement depuis les Marches et la Romagne, se propage en Toscane au cri de « À bas les fusilleurs du peuple » et dans d'autres régions d'Italie. La grève générale dure deux jours, la mobilisation de l'armée convainc le syndicat de renoncer à la lutte.

« Pendant sept jours, la révolution sembla prendre consistance plus en raison de la lâcheté des pouvoirs centraux et des conservateurs que de l'action qui venait de la base... Pour la première fois en Italie avec l'adhésion à la grève des cheminots, toute la nation était paralysée. »

La révolte échoua à cause du manque d'unité, il n'y eut personne en mesure de canaliser les forces et de créer un véritable programme d'action.